# Sport Boys Association
O Sport Boys Association é um clube peruano de futebol, da cidade de El Callao. Já ganhou seis vezes o campeonato peruano de futebol, e foi vice em dez ocasiões, disputou as Libertadores da América  de 1967,1977,1985,1991,1992 e 2001, sendo a quarta força no Peru. Foi a primeira equipe a ganhar o campeonato durante a era profissional no ano de 1951. Seu último campeonato foi no ano de 1984.

## História

### Fundação
O clube Sport Boys foi fundado em 28 de julho de 1927 por um grupo de alunos do Colégio Marista de El Callao. A cor de suas camisas fez com que o clube fosse chamado de "los rosados", também é chamado de "los porteños" por nascer no primeiro porto do Perú. 

### O primeiro título
No torneio de 1935, conquistou seu primeiro título, invicto. Somou 12 pontos e Jorge Alcalde se consagrou como o artilheiro do torneio com cinco gols.

### Representantes em Berlim
Em 1936, o campeonato nacional de futebol não foi disputado porque foi dada prioridade à preparação do time para as Olimpíadas de Berlim. A FPF decidiu incorporar o Segundo Castillo e o atacante Jorge Alcalde à seleção nacional. A seleção peruana chegaria às quartas de final da competição olímpica.

### Campeão de 1937
Após as Olimpíadas de Berlim, os campeonatos de futebol foram retomados e o Sport Boys sagrou-se o campeão invicto do torneio de 1937.

## Ídolos
- Valeriano López[6][7][8]
- Jorge Alcalde[9][10]
- Oswaldo Ramírez
- Gerónimo Barbadillo
- Juan Muñante
- Julio Meléndez
- Carlos Lobatón
- Johnnier Montaño

## Títulos
| Nacionais | Nacionais                     | Nacionais | Nacionais                           |
|           | Competição                    | Títulos   | Temporadas                          |
| --------- | ----------------------------- | --------- | ----------------------------------- |
|           | Campeonato Peruano de Futebol | 6         | 1935, 1937, 1942, 1951, 1958 e 1984 |
|           | Segunda División              | 3         | 1989, 2009 e 2017                   |